# Le Musée du crime
Le Musée du crime (Het Misdaadmuseum) est le premier tome de la série de bande dessinée néerlandaise Franka, créé par l'auteur Henk Kuijpers pour l'hebdomadaire néerlandais Pep no 48 en 1974 sous le titre original De Staatsgreep (Le Coup d’état) avant que cela ne change en Het Misdaadmuseum pour éditer en album cartonné par l'éditeur Oberon en 1978.
En France, il est traduit par le journaliste belge Alain De Kuyssche et imprimé pour l'hebdomadaire Spirou no 2240 du 30 avril 1981 avant de le publier en album broché par Dupuis en octobre 1981.

## Descriptions

### Synopsis
À la suite de l'arrestation et de la condamnation des cambrioleurs, les éléments de preuve sont remis au musée du crime. Un demandeur d'emploi Jarko Jansen y arrive comme nouvel employé au rendez-vous avec le directeur. En attendant, il rencontre d'autres employés dont le conservateur bibliothécaire Philippe Factotum, la secrétaire Franka et, enfin, le directeur Bert Krachun, un ancien commissaire à la retraite, avec qui il partira pour aider l'enquête de son ancien collègue. Jarko Jansen résout à sa première affaire en soumettant la victime d'un mensonge-test, en utilisant le nombre de rayures dans un disque vinyle.

### Personnages
- Jarko Jansen, un demandeur d'emploi devenu employé du musée du crime.
- Philippe Factotum, le conservateur de la bibliothèque du musée.
- Franka, la secrétaire avant d'être l'héroïne.
- Commissaire Krachun, à la retraite, devient directeur du musée.
- Bars, un Bulldog, le chien du commissaire Krachun
- Mr. Pafferink, le premier délinquant que Jarko Jansen avait résolu l'affaire
- Jan Hars
- Argos Attak/Oscar Bühne
- Otto Schmidt/Messerschmitt
- Andries Dribbel
- Ol Admirol
- Emilio
- Manos

### Lieux fictifs
- Groterdam
- Luttel
- Oceanaqua

## Développement

### DuPepau Oberon
Ce fut le premier et seul épisode où le personnage Franka est loin d'être l'héroïne bien qu'ici, elle n'est que secrétaire du musée du crime : c'est Jarko Jansen qui est le personnage principal au côté du directeur Bert Krachun, ancien commissaire de police.
En 1973, Henk Kuijpers présenta ses premières histoires courtes aux éditeurs néerlandais de Pep et Baberiba qui l'engagea en quelques minutes de près et, bien de mois plus tard, lui donnèrent  carte blanche pour un long récit. Il mettait alors en scène une bande de professionnels du crime comme personnages principaux et avait baptisé l'histoire De Staatsgreep (Le Coup d’état). Le récit fut publié dans Pep au no 48 en 1974, dont le succès était maigre. Les éditeurs, insatisfaits, lui avaient demandé la suite de cette histoire sur laquelle l'auteur se mit à réfléchir. Une idée vite trouvée : la secrétaire du musée du crime, Franka sera définitivement l'héroïne aux côtés de Jarko Jansen et l'ancien commissaire Krachun.
Avant que ce premier récit ne fût publié en 1978 en album cartonné par Oberon, Henk Kuijpers changea de titre en Het Misdaadmuseum (Le Musée du crime).

### DuSpirouau Dupuis
L'auteur signe le contrat avec Dupuis pour paraître Het Misdaadmuseum dans le magazine Spirou no 2240 du 30 avril 1981 et pour l'éditer, six mois après, en album.

## Album
Aux Pays-Bas
- 1 Het Misdaadmuseum, Oberon, 1978
Scénario et dessin : Henk Kuijpers - (ISBN 90-320-0082-9)

En France
- 1 Le Musée du crime, Dupuis, 1981
Scénario et dessin : Henk Kuijpers - (ISBN 2-8001-0776-6)